# Yewande Olubummo
Yewande Olubummo  (* 8. Februar 1960 in Ibadan, Nigeria) ist eine nigerianisch-amerikanische Mathematikerin und Hochschullehrerin. Sie ist seit 1991 Professorin für Mathematik am Spelman College.

## Leben und Werk
Olubummo wurde als das älteste von drei Kindern von Edak Bassey Adam und dem Mathematiker Adegoke Olubummo geboren. Ihr Vater war Professor für Mathematik an der University of Ibadan und in den ersten zehn Jahren ihres Lebens lebte die Familie auf dem Universitätscampus. Die Universität von Ibadan wurde 1948 als College der University of London gegründet und ist die älteste Universität in Nigeria. 1970 zog ihre Familie von dem Universitätscampus in ein Haus in Bodija, einem Stadtteil von Ibadan im Bundesstaat Oyo. Olubummo besuchte die Personalschule der Universität von Ibadan für ihre Grundschulbildung und ihre Sekundarschulausbildung erfolgte an der International School Ibadan.
Olubummo schloss ihr Studium 1980 mit einem Bachelor of Science mit Auszeichnung an der University of Ibadan ab und leistete ihren Pflichtdienst im Nationalen Jugenddienstkorps als Mathematiklehrerin in Keffi. Anschließend unterrichtete sie im Bundesstaat Plateau  Mathematik an einer High School. Sie erhielt die Zulassung für ein Auslandsstudium sowohl an der University of Oxford als auch an der Yale University. Sie erwarb 1983 einen Master-Abschluss an der Yale University und wechselte dann an die University of Massachusetts in Amherst. 1991 promovierte sie bei Thurlow Adrean Cook mit der Dissertation: Measures on Empirical Logics and the Properties of Their Associated Dual Banach Spaces.
Sie lehrte während ihrer Promotion zwei Jahre als Dozentin für Mathematik am Smith College in Massachusetts, bevor sie 1991 auf Empfehlung von Sylvia Bozeman als Dozentin für Mathematik an das Spelman College in Atlanta wechselte. 2000 wurde sie dort zur außerordentlichen Professorin befördert und von 2006 bis 2010 war sie Vorsitzende der mathematischen Abteilung. Sie ist Fakultätsmitglied der National Alliance for Doctoral Studies in the Mathematical Sciences, einer Organisation, die sich zum Ziel gesetzt hat, die Vertretung von Minderheiten in der Mathematik zu verbessern.
Sie war dreieinhalb Jahre lang am Spelman College Co-Direktorin des Math Research and Mentoring Program (Math RaMP), welches von der National Science Foundation finanziert wurde. Nach 16 Jahren Abwesenheit kehrte sie 2018 für zwei Monate mit einer Finanzierung aus dem Carnegie African Diaspora Fellowship Program nach Nigeria zurück, um als Gastprofessorin einen Mathematikkurs für Absolventen an der Kwara State University in Ilorin zu entwickeln und zu unterrichten.
Sie ist Mitglied der National Association of Mathematicians und der Mathematical Association of America.

## Auszeichnungen
Sie erhielt 2009 und 2018 den Spelman College Presidential Award für herausragende Lehrleistungen.